# Distretti della Finlandia
I distretti della Finlandia (sing. seutukunta in finlandese, letteralmente comuni economici, ekonomisk region in svedese) sono la suddivisione statistica di secondo livello del Paese, dopo le province, ed ammontano a 69; hanno costituito il terzo livello di suddivisione amministrativa fino al 2009, quando le contee, che rappresentavano la suddivisione di primo livello, sono state abolite.
Le seutukunta sono definite unicamente dal Ministero dell'interno come criterio di ripartizione delle sovvenzioni statali e sono creati in base al pendolarismo fra un gruppo di comuni limitrofi. 
I distretti erano inoltre classificati nella divisione regionale europea come LAU-1. La divisione originaria risale al 1994 ma ora non esiste più.

## Informazioni generali
I distretti sono formati da città, centri abitati minori e le loro regioni rurali circostanti, compresi gli eventuali comuni ivi presenti.
Essi avevano servizi di cooperazione per quanto riguardava la produzione di servizi, la politica occupazionale e la programmazione dello sfruttamento dei territori. Non erano enti e non avevano un organo decisionale, per cui erano i singoli comuni a cui appartenevano a prendere le decisioni ufficiali.
In Finlandia molti comuni avevano trasferito, con l'approvazione del consiglio, parte del loro potere decisionale ad organi distrettuali. Questi organi erano ad esempio confederazioni comunali, organismi consiliari condivisi da più comuni oppure consigli distrettuali. In Finlandia le seutukunta potevano anche decidere autonomamente sul loro nome, ma il loro simbolo era deciso dal Ministero dell'interno e dall'Istituto nazionale finlandese di statistica.
In seguito alla creazione delle aree di servizi di benessere attivi dal 2022, i distretti restano tradizionalmente elencati solo come unità statistiche.

## Lista dei distretti per provincia
In Finlandia il ministero degli interni elenca 69 distretti. Non più nemmeno NUTS, servono solo per il lavoro degli uffici ministeriali.
Carelia Meridionale
- Imatra
- Lappeenranta

Carelia Settentrionale
- Joensuu
- Carelia centrale
- Carelia esterna

Finlandia Centrale
- Joutsa
- Jyväskylä
- Jämsä
- Keuruu
- Saarijärvi-Viitasaari
- Äänekoski

Isole Åland
- Mariehamns stad
- Ålands landsbygd
- Ålands skärgård

Kainuu
- Kajaani
- Kehys-Kainuu

Kanta-Häme
- Forssa
- Hämeenlinna
- Riihimäki

Kymenlaakso
- Kotka-Hamina
- Kouvola

Lapponia
- Lapponia Orientale
- Kemi-Tornio
- Lapponia Settentrionale
- Rovaniemi
- Tornionlaakso
- Lapponia Selvatica

Ostrobotnia
- Jakobstad
- Sydösterbotten
- Vaasa

Ostrobotnia Centrale
- Kaustinen
- Kokkola

Ostrobotnia Meridionale
- Järviseutu
- Kuusiokunnat
- Seinäjoki
- Suupohja

Ostrobotnia Settentrionale
- Koillismaa
- Nivala-Haapajärvi
- Oulu
- Oulunkaari
- Raahe
- Siikalatva
- Ylivieska

Päijät-Häme
- Lahti

Pirkanmaa
- Pirkanmaa meridionale
- Pirkanmaa sud-occidentale
- Pirkanmaa nord-occidentale
- Tampere
- Pirkanmaa superiore

Satakunta
- Satakunta settentrionale
- Pori
- Rauma

Savo Meridionale
- Mikkeli
- Pieksämäki
- Savonlinna

Savo Settentrionale
- Savo nord-orientale
- Kuopio
- Savo interno
- Varkaus
- Savo superiore

Varsinais-Suomi
- Loimaa
- Salo
- Turku
- Vakka-Suomi
- Turunmaa

Uusimaa
- Helsinki
- Loviisa
- Porvoo
- Raseborg

## Distretti maggiori
| Locazione | Distretto    | Provincia                  | Popolazione 2004 (31/12) | Cambiamenti al 2004 | Previsione al 2030 |
| --------- | ------------ | -------------------------- | ------------------------ | ------------------- | ------------------ |
| 1         | Helsinki     | Uusimaa                    | 1 224 257                | 7 949               | 1 444 431          |
| 2         | Tampere      | Pirkanmaa                  | 316 023                  | 4 205               | 338 973            |
| 3         | Turku        | Varsinais-Suomi            | 296 858                  | 1 258               | 313 269            |
| 4         | Oulu         | Ostrobotnia Settentrionale | 202 898                  | 3 758               | 223 573            |
| 5         | Lahti        | Päijät-Häme                | 169 386                  | 295                 | 167 994            |
| 6         | Jyväskylä    | Finlandia Centrale         | 163 390                  | 1 957               | 165 345            |
| 7         | Pori         | Satakunta                  | 138 615                  | -87                 | 132 220            |
| 8         | Kuopio       | Savo Settentrionale        | 118 050                  | 395                 | 117 700            |
| 9         | Joensuu      | Carelia Settentrionale     | 115 360                  | 302                 |                    |
| 10        | Kouvola      | Kymenlaakso                | 97 563                   | -255                | 91 065             |
| 11        | Hämeenlinna  | Kanta-Häme                 | 89 053                   | 558                 | 88 782             |
| 12        | Vaasa        | Ostrobotnia                | 88 798                   | 276                 | 86 765             |
| 13        | Kotka        | Kymenlaakso                | 87 978                   | 134                 | 81 587             |
| 14        | Lohja        | Uusimaa                    | 79 226                   | 834                 | 88 224             |
| 15        | Porvoo       | Uusimaa                    | 73 795                   | 716                 | 85 709             |
| 16        | Mikkeli      | Savo Meridionale           | 71 846                   | -346                | 64 941             |
| 17        | Lappeenranta | Carelia Meridionale        | 69 790                   | 72                  | 68 610             |
| 18        | Rauma        | Satakunta                  | 66 924                   | -148                | 60 518             |
| 19        | Seinäjoki    | Ostrobotnia Meridionale    | 64 791                   | 692                 | 62 002             |
| 20        | Salo         | Varsinais-Suomi            | 62 920                   | 211                 | 67 671             |
| 21        | Rovaniemi    | Lapponia                   | 62 371                   | 531                 | 58 489             |
| 22        | Kemi         | Lapponia                   | 61 339                   | -250                | 54 364             |
| 23        | Iisalmi      | Savo Settentrionale        | 60 677                   | -332                | 49 900             |
| 24        | Kajaani      | Kainuu                     | 58 648                   | -147                | 49 869             |
| 25        | Kokkola      | Ostrobotnia Centrale       | 52 355                   | 103                 | 48 237             |
| 26        | Jakobstad    | Ostrobotnia                | 48 548                   | 216                 | 43 649             |
| 27        | Savonlinna   | Savo Meridionale           | 48 087                   | -282                | 40 097             |
| 28        | Imatra       | Carelia Meridionale        | 46 272                   | -501                |                    |
| 29        | Ekenäs       | Uusimaa                    | 43 475                   | -5                  | 42 936             |
| 30        | Riihimäki    | Kanta-Häme                 | 43 013                   | 337                 | 43 106             |

Numero di distretti
| Anno      | Finlandia continentale | Åland | Totale |
| --------- | ---------------------- | ----- | ------ |
| 1994-1996 | 86                     | 2     | 88     |
| 1997-2000 | 83                     | 2     | 85     |
| 2001-2003 | 79                     | 3     | 82     |
| 2004      | 77                     | 3     | 80     |
| 2005      | 74                     | 3     | 77     |

Tabella del numero di seutukunta negli anni 1994-2007.